# Louise de Bréville
Pour les articles homonymes, voir Bréville.
Louise-Marguerite de Bréville est une capitaine de frégate française, née en 1648 et morte le 26 juin 1673 à Dunkerque.

## Biographie

### Enfance et engagement militaire
Louise-Marguerite de Bréville est issue d'une famille aristocratique d'origine auvergnate, normande ou vendéenne. Elle devient orpheline très jeune, à peine vingt ans, et hérite de près de 100 000 écus. Son caractère indépendant et solitaire la pousse à quitter son milieu et sa région pour s'engager dans la cavalerie à Paris. Pour passer inaperçue, elle fait croire à son enlèvement, et se déguise en homme, se faisant appeler le chevalier de Préville.

### Chassée de l'armée pour un duel
Elle tue un cadet de Gascogne (ou un officier normand) à la suite d'un duel, et la légende rapporte ses paroles ainsi : « Sache qu'une fille t'a surmonté à ta grande honte ». Poursuivie , elle s'enfuit et se place sous la protection de l’amiral Jean d’Estrées, entrant ainsi dans la Marine royale.

### Capitaine de frégate
On lui confie alors le commandement d’une frégate du nom de La Madeleine (ou La Magdelaine), armée de 36 pièces de canon, sous le nom de capitaine Louis Préville. Elle participe, toujours aux côtés de l'amiral d'Estrées qui commande l'escadre blanche sur le Saint-Philippe, à la guerre contre la Hollande. En 1672, à la bataille de Solebay, son vaisseau s'accroche au Denter, battant pavillon hollandais, l'obligeant à un corps à corps.

### Mort
Au cours de la bataille de Schooneveld, elle est gravement blessée lors d’un abordage contre un vaisseau de l’escadre de l’amiral Michiel de Ruyter. Elle meurt trois jours après, le 26 juin 1673 à Dunkerque.